# Edwin Rahrs Vej
Edwin Rahrs Vej er en større byvej i Aarhus der strækker sig fra den ydre ringvej Ring 2 til rundkørslen ved Logistikparken, hvor Herningmotorvejen begynder. Vejen løber igennem boligområderne Gellerupparken, Brabrand og Helenelyst på sydsiden, mens nordsiden mest er præget af Bazar Vest, en del industri, en genbrugsstation samt Brabrand Moské. Det meste af vejen er tosporet, dog er der flere vognbaner ved Gellerup.

## Historie
Edwin Rahrs Vej er opkaldt efter jern og ståldynastiet Rahr i Aarhus, hvoraf stifteren Edwin Rahr boede i Brabrand. Firmaet, der gik i betalingsstandsning i 1910, blev senere til tre firmaer: Rahrs tekniske Forening, der sluttede sit virke i Brabrand, hvor nu Den Danske Bank har sin tekniske afdeling. Desuden Brødrene Kier, som videreførte jernafdelingen i Mindegade, samt C. Hofman & Co. som blev oprettet af tre medarbejdere fra det likviderede firma og er beliggende på Edwin Rahrs Vej i Brabrand. I dag hedder firmaet Sanistål A/S.